# Округ Кејси (Кентаки)
Округ Кејси (енгл. Casey County) је округ у америчкој савезној држави Кентаки.

## Демографија
По попису из 2010. године број становника је 15.955, што је 508 (3,3%) становника више него 2000. године.
| Група             | 2000.          | 2010.          |
| Белци             | 15.057 (97,5%) | 15.326 (96,1%) |
| Афроамериканци    | 51 (0,3%)      | 85 (0,5%)      |
| Азијати           | 10 (0,1%)      | 30 (0,2%)      |
| Хиспаноамериканци | 198 (1,3%)     | 378 (2,4%)     |
| Укупно            | 15.447         | 15.955         |